# اقتصاد تنوع زیستی

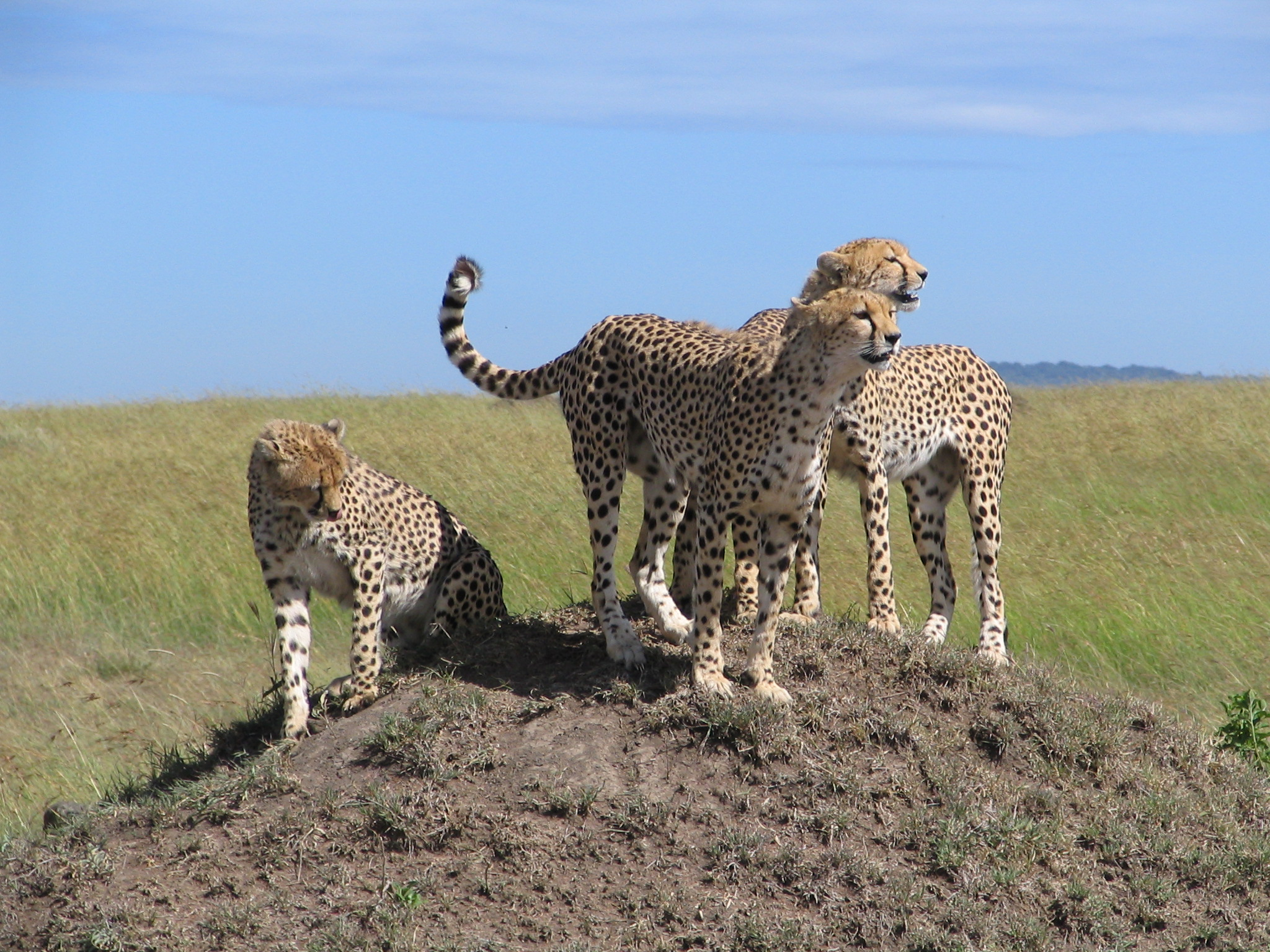
تنوع زیستی ذخیره‌گاه طبیعی ماسایی مارا در کنیا یک جاذبه گردشگری است.

تنوع زیستی نقش اساسی در اقتصاد جهانی ایفا می‌کند. این شامل نقش آن در ارائه خدمت بوم‌سازگان - مزایایی که انسان‌ها از اکوسیستم‌ها به دست می‌آورند - می‌شود. تنوع زیستی نقش عمده‌ای در بهره‌وری و عملکرد اکوسیستم‌ها ایفا می‌کند و بر توانایی آنها در ارائه خدمات اکوسیستمی تأثیر می‌گذارد. برای مثال، تنوع زیستی منبع غذا، دارو و مواد مورد استفاده در صنعت است. تفریح و گردشگری نیز نمونه‌هایی از فعالیت‌های اقتصادی انسان هستند که به این مزایا متکی هستند. در سال ۲۰۱۸، گزارش سیاره زنده صندوق جهانی طبیعت استدلال می‌کند که کل اقتصاد جهانی ۱۲۵ تریلیون دلاری در نهایت به طبیعت متکی است.
مزایای تنوع زیستی اغلب به شیوه‌ای انسان‌محور ارزیابی می‌شوند و ارزش ذاتی تنوع زیستی، جدا از مزایای آن برای بشریت، توسط اقتصاددانان مورد بحث قرار گرفته است. با وجود این مزایا، فعالیت‌های اقتصادی اغلب منجر به آسیب به تنوع زیستی می‌شوند، مثلاً از طریق جنگل‌زدایی.
اکثر گونه‌ها هنوز از نظر اهمیت اقتصادی فعلی یا آینده‌شان ارزیابی نشده‌اند. مواد اولیه، داروها و تولید دارو، همگی به‌طور مستقیم و غیرمستقیم به تنوع زیستی وابسته هستند.

## کشاورزی و غذا
تنوع زیستی نقش اقتصادی اساسی در کشاورزی به عنوان منشأ همه محصولات کشاورزی و دام‌های اهلی ایفا می‌کند و هم به امنیت غذایی و هم به معیشت کمک می‌کند. تخمین زده می‌شود که حدود ۲۵ درصد از جمعیت جهان در بخش کشاورزی مشغول به کار هستند. تخمین ارزش اقتصادی تنوع زیستی (و هزینه‌های از دست رفتن مداوم آن) در کشاورزی و از طریق استفاده از گونه‌های وحشی برای غذا، هم چالش‌برانگیز و هم بحث‌برانگیز است.
تنوع زیستی کشاورزی به تمام اجزای تنوع زیستی مربوط به غذا و کشاورزی اشاره دارد و اکوسیستم‌های کشاورزی را تشکیل می‌دهند. به‌طور خاص، اصطلاح تنوع زیستی غذایی به تنوع موجودات زنده مورد استفاده برای غذا اشاره دارد. تنوع زیستی کشاورزی از طریق غذا و مواد خام و همچنین با پشتیبانی از خدمت بوم‌سازگان که برای بهره‌وری کشاورزی ضروری هستند، از جمله گرده افشانی، کنترل آفات، چرخه مواد مغذی و تنظیم آب و هوا، درآمد ایجاد می‌کند.
درآمد از برداشت و فروش گونه‌های وحشی و همچنین از گونه‌هایی که کشت و اهلی شده‌اند، حاصل می‌شود. این می‌تواند نقش مهمی در حمایت از معیشت مردم ساکن در اقتصادهای در حال توسعه ایفا کند. برای مثال، گوشت حیوانات وحشی (گوشت حیوانات وحشی) توسط خانوارهای روستایی در برخی کشورها برای تأمین نیازهای غذایی و به عنوان منبع درآمد معیشتی برداشت می‌شود، اگرچه این عمل بحث‌برانگیز است. تجارت گوشت حیوانات وحشی هم به صورت قانونی و هم غیرقانونی، به دلایل فرهنگی و همچنین اجتماعی-اقتصادی انجام می‌شود.
تنوع زیستی شامل تنوع ژنتیکی است که منابع ژنتیکی برای غذا و کشاورزی فراهم می‌کند. طبق کنوانسیون تنوع زیستی، اصطلاح منابع ژنتیکی به «مواد ژنتیکی با ارزش واقعی یا بالقوه» اشاره دارد. این منابع به عنوان ماده خام برای تکامل از طریق انتخاب طبیعی و مصنوعی مهم هستند تا امکان توسعه ارقام جدید با عملکرد بالاتر، تحمل بیشتر در برابر تنش‌های غیرزیستی و مقاومت بیشتر در برابر آفات و بیماری‌ها را فراهم کنند. گفته شده است که نقش تنوع ژنتیکی در کاهش ریسک تولیدات تجاری از مزارع یا جنگل‌ها، به ارزش اقتصادی غیرمستقیم تنوع زیستی کمک می‌کند. منابع ژنتیکی همچنین ممکن است در زیست‌فناوری، مانند مهندسی ژنتیک، مورد استفاده قرار گیرند، اگرچه نگرانی‌هایی مطرح شده است که استفاده از چنین روش‌هایی می‌تواند فرسایش ژنتیکی را افزایش دهد. تخمین ارزش اقتصادی حفظ چنین منابعی دشوار است و در نتیجه ارزش جهانی آنها تا حد زیادی نامشخص است.
حدود ۷۰ درصد از تنوع ژنتیکی محصولات کشاورزی و ۳۰ درصد از تنوع ژنتیکی دام‌ها از بین رفته است. از دست دادن تنوع ژنتیکی، تاب‌آوری سیستم‌های غذایی را در برابر آفات، بیماری‌ها، تنش‌های غیرزیستی و تغییرات اقلیمی کاهش می‌دهد و تهدیدی برای امنیت غذایی محسوب می‌شود. این خطرات می‌توانند بازده را کاهش دهند، بنابراین تأثیر اقتصادی و اجتماعی دارند. علاوه بر این، تنوع گونه‌ای (جنبه‌ای از تنوع زیستی) در سیستم غذایی جهانی در مقایسه با تعداد کل گونه‌های توصیف‌شده نسبتاً کم است؛ تخمین زده می‌شود که تنها ۴۰ گونه از پستانداران و پرندگان برای کشاورزی اهلی شده‌اند و کمتر از ۲۰۰ گونه گیاهی در مقیاس قابل توجهی در سطح جهان تولید می‌شوند. این در مقایسه با مجموع تقریباً ۶۴۰۰ گونه پستاندار، ۱۱۰۰۰ گونه پرنده و ۳۹۱۰۰۰ گونه گیاهی است (که از این تعداد ۶۰۰۰ گونه برای غذا و کشاورزی کشت شده‌اند).
با وجود اهمیت تنوع زیستی برای کشاورزی و نقش آن در اقتصاد جهانی، طبق گزارش برنامه محیط زیست سازمان ملل متحد، سیستم غذایی جهانی عامل اصلی از بین رفتن تنوع زیستی محسوب می‌شود. برای مثال، این ممکن است در نتیجه جنگل‌زدایی و تغییر کاربری زمین برای گسترش کشاورزی رخ دهد.

### کنترل بیولوژیکی آفات

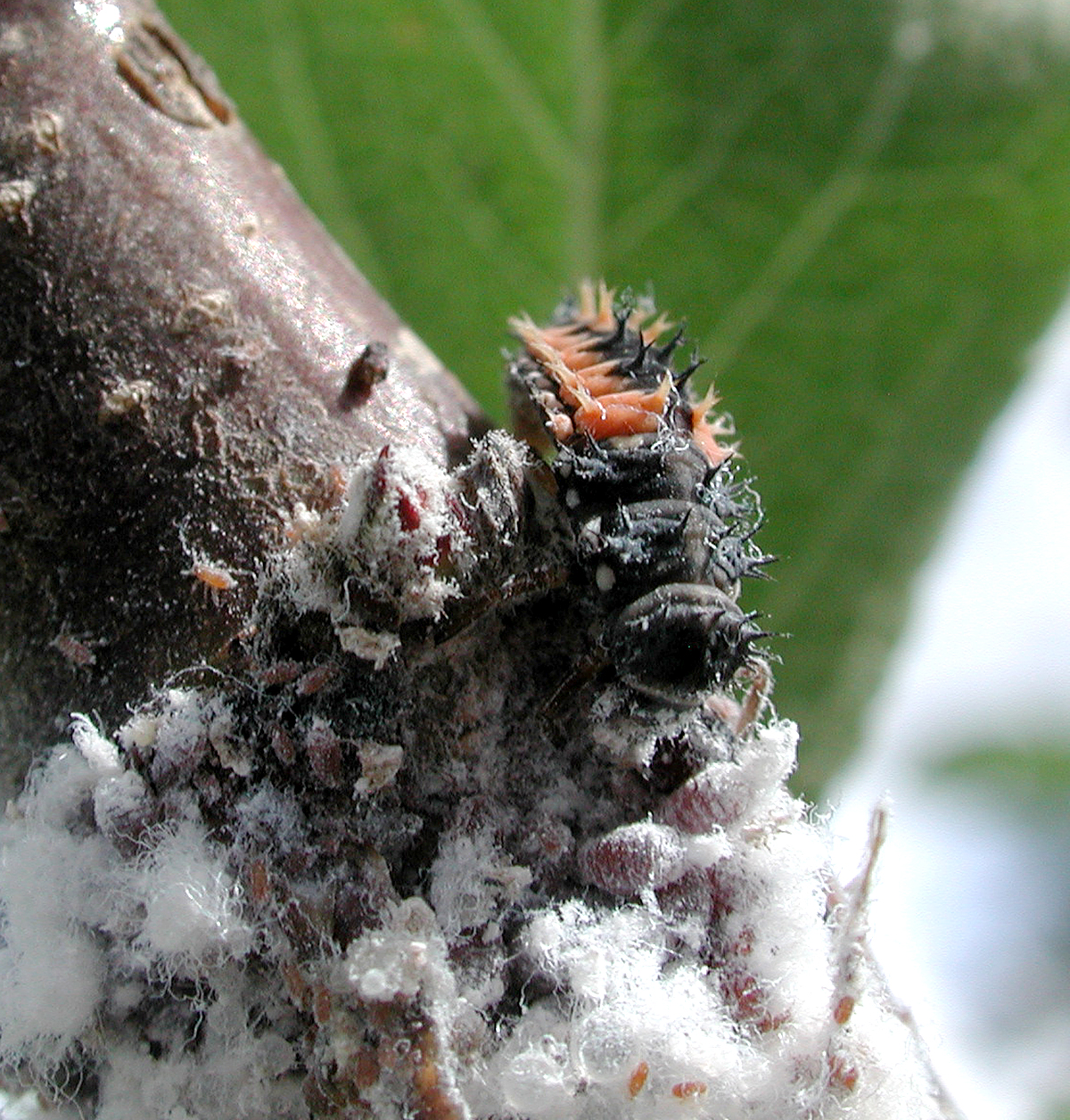
لارو کفشدوزک در حال خوردن شته‌ها

یکی از کارکردهای مهم اکوسیستم مرتبط با تنوع زیستی، کنترل آفات است. گونه‌های کنترل می‌توانند جمعیت آفات را سرکوب کرده و از دست دادن محصولات کشاورزی را بدون اثرات منفی آفت‌کش‌های شیمیایی کاهش دهند. این امر مزایای اقتصادی دارد و حفظ کنترل طبیعی آفات برای توانایی بشر در کشت محصولات کشاورزی مهم است. همچنین می‌تواند در باغبانی استفاده شود.
کنترل بیولوژیکی آفات می‌تواند خسارات اقتصادی ناشی از آفات، ناقلین بیماری و گونه‌های مهاجم را کاهش دهد. با این حال، استفاده از آن می‌تواند اثرات ناخواسته‌ای داشته باشد، به خصوص در مواردی که گونه‌های کنترل بدون تحقیقات کافی معرفی می‌شوند. برای مثال، وزغ نیشکر در سال ۱۹۳۵ به کوئینزلند استرالیا معرفی شد تا سوسک‌های نیشکر را که به ریشه‌های نیشکر حمله می‌کنند کنترل کند، اما اکنون به دلیل تأثیرات مخرب آنها بر گونه‌های بومی، به عنوان یک گونه مهاجم در نظر گرفته می‌شوند.

### باغبانی
باغبانی به کشت گیاهان در مقیاس کوچک، مانند استفاده در باغبانی، اشاره دارد. این شامل گونه‌های اهلی و وحشی، ارقام، ژنوتیپ‌ها و آلل‌ها می‌شود. این گیاهان ممکن است برای غذا، دارو یا اهداف زیبایی و زینتی مورد استفاده قرار گیرند. تنوع زیستی گیاهان باغبانی می‌تواند بسیار سودآور باشد و فرصت‌هایی برای اشتغال فراهم کند. در بریتانیا، ارزش رشد گیاهان زینتی در سال ۲۰۲۳، ۱٫۷ میلیارد پوند بود.
در ابتدا، گیاهان مورد استفاده در باغبانی از جمعیت‌های وحشی تهیه می‌شدند، اما اکنون تمایل دارند از گلخانه‌ها، باغ‌های گیاه‌شناسی و مجموعه‌های خصوصی تهیه شوند.

### آبزی‌پروری و ماهیگیری
آبزی‌پروری و ماهیگیری با تنوع زیستی، از اهمیت اقتصادی قابل توجهی در سطح جهانی برخوردارند. تا سال ۲۰۰۶، بیش از ۳ میلیارد نفر برای امرار معاش خود به تنوع زیستی دریایی و ساحلی وابسته بودند و تخمین زده می‌شود که ۳۸ میلیون نفر مستقیماً در ماهیگیری مشغول به کار بوده‌اند. در سال ۲۰۲۳، بر اساس درآمد، ارزش بازار جهانی ماهیگیری ۶۵۶٫۹۶ میلیارد دلار تخمین زده شد.